# Fabio Salerno
Fabio Salerno (Catanzaro, 25 de abril de 1979) es un sacerdote y diplomático italiano. Fue el tercer secretario privado del papa Francisco durante sus últimos cinco años de pontificado (2020-2025). Reemplazó en el cargo a Yoannis Lahzi Gaid.

## Biografía
Fue ordenado como sacerdote para la iglesia católica en Italia el día 19 de marzo de 2011, incardinándose en la Arquidiócesis Metropolitana de la ciudad de Catanzaro. 
Hizo su preparación para el servicio diplomático en la Pontificia Academia Eclesiástica. Recibió su Doctorado como diplomático católico en Utroque Iure en la Pontificia Universidad Lateranense de Roma.
Fue Secretario de la Nunciatura Apostólica para Indonesia entre los años de 2015 y 2018 a pedido de la Iglesia Católica. A finales del año 2018 fue miembro permanente de la Santa Sede ante el Consejo de Europa en Estrasburgo hasta el año 2020 en donde comenzó a desempeñarse para la santa sede en la Sección de Relaciones con los Estados de la Secretaría de Estado.
El 1 de agosto del año 2020 fue nombrado secretario privado del papa Francisco, esto debido a la renuncia de Yoannis Lahzi Gaid quien estaba en el cargo 2014. Según expresó la Santa Sede en su comunicado esto se debe a “una alternancia normal en los cargos, como ordenó el papa”.
Fabio Salerno trabajó como tercer secretario privado del papa Francisco, junto al uruguayo Gonzalo Aemilius.